# Neuapostolische Kirche (Berlin-Charlottenburg)
Die Neuapostolische Kirche Berlin-Charlottenburg ist ein Sakralbau der Neuapostolischen Kirche (NAK) in der Gebietskirche Berlin Brandenburg. Sie steht in der Wernigeroder Straße 10 Ecke Nordhauser Straße 3 im Berliner Ortsteil Charlottenburg (Bezirk Charlottenburg-Wilmersdorf). Sie entstand zwischen 1929 und 1930 nach einem Entwurf von Albert Gericke. Der Baustil hat Anklänge an die Neue Sachlichkeit, allerdings mit Reminiszenzen an den Expressionismus.

## Baubeschreibung
Der Gebäudekomplex besteht aus drei Teilen in geschlossener Bebauung. Der zweigeschossige Gebäudetrakt der Kirche ist mit einem Satteldach bedeckt. Dem hohen Giebel der Hauptfront an der Werningeroder Straße ist eine Apsis mit den Portalen vorgelagert, flankiert von Anbauten für die Treppenhäuser. Die Längswände sind durch Wandvorlagen gegliedert und in beiden Geschossen durch Fenster geöffnet. Die ursprünglichen Sprossenfenster wurden bei einer Renovierung durch Bleiglasfenster ersetzt. Der Baukörper setzt sich an der Altarseite längs der Nordhausener Straße in einem zweiachsigen Wohngebäude fort, zunächst turmartig mit sieben Geschossen, dann, zur Anpassung an die Traufhöhe des Nachbarhauses, mit fünf. In der Werningeroder Straße befindet sich ein zweigeschossiger, flachgedeckter Anbau.
Der Mauerwerksbau ist hellgelb verputzt. Die Wandvorlagen, das Trauf- und das Giebelgesims sind mit roten Ziegeln verblendet, ebenso die seitlichen Laibungen der Fenster und der Portale. Die Apsis enthält die Vorhalle und darüber die Empore für den Chor und den Spieltisch für die Altarorgel. Das Langhaus, an drei Seiten von Emporen gefasst, wirkt durch die Überhöhung des Mittelschiffs wie eine pfeilerlose Basilika, es handelt sich aber um eine Hallenkirche. Der Altar auf dem Podium befindet sich unterhalb des Orgelprospekts. Der Raum dahinter verjüngt sich trichterförmig.